# Rajon Lwiw
Der Rajon Lwiw (ukrainisch Львівський район/Lwiwskyj rajon; russisch Львовский район/Lwowskyj rajon) ist ein ukrainischer Rajon mit etwa 1.115.000 Einwohnern. Er liegt in der Oblast Lwiw und hat eine Fläche von 4968 km².

## Geographie
Der Rajon liegt zentral in der Oblast Lwiw und grenzt im Norden an den Rajon Tscherwonohrad, im Osten an den Rajon Solotschiw, im Südosten an den Rajon Ternopil und den Rajon Iwano-Frankiwsk (beide in der Oblast Iwano-Frankiwsk), im Süden an den Rajon Stryj, im Südwesten an den Rajon Drohobytsch und den Rajon Sambir, im Nordwesten an den Rajon Jaworiw sowie im Norden an Polen.

## Geschichte
Ein Namensvorgänger des Rajons entstand am 17. Januar 1940 nach der Besetzung Ostpolens durch die Sowjetunion, 1941 bis 1944 war er wiederum ein Teil des Distrikt Galizien, kam aber danach wieder zur Ukrainischen SSR und wurde am 1. November 1946 in Rajon Brjuchowytschi umbenannt (dieser bestand dann noch bis zur Auflösung 1957).
Der heutige Rajon entstand am 17. Juli 2020 im Zuge einer großen Rajonsreform durch die Vereinigung der Rajone Horodok, Schowkwa, Kamjanka-Buska, Pustomyty und Peremyschljany.

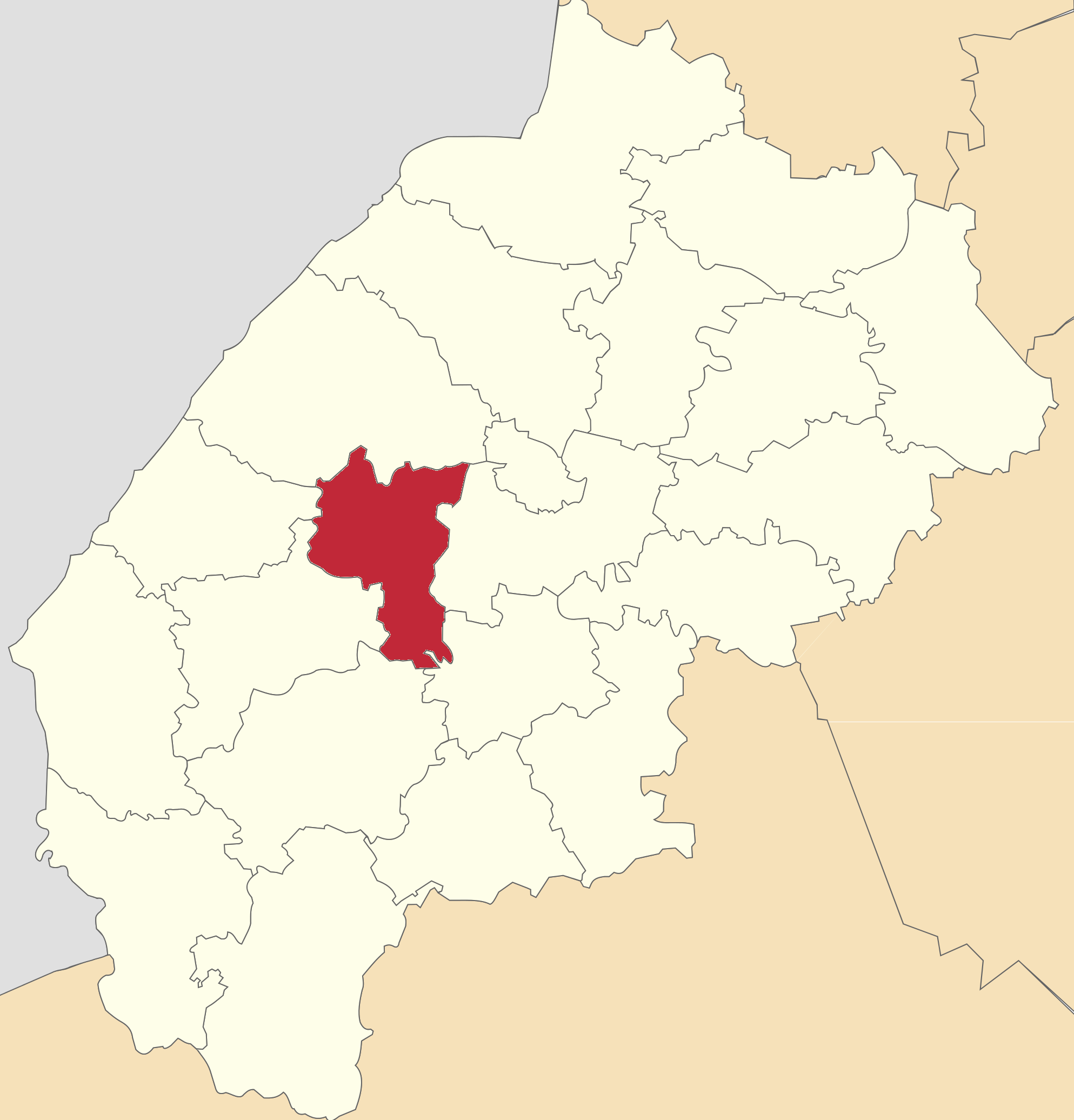
Rajon Horodok bis Juli 2020
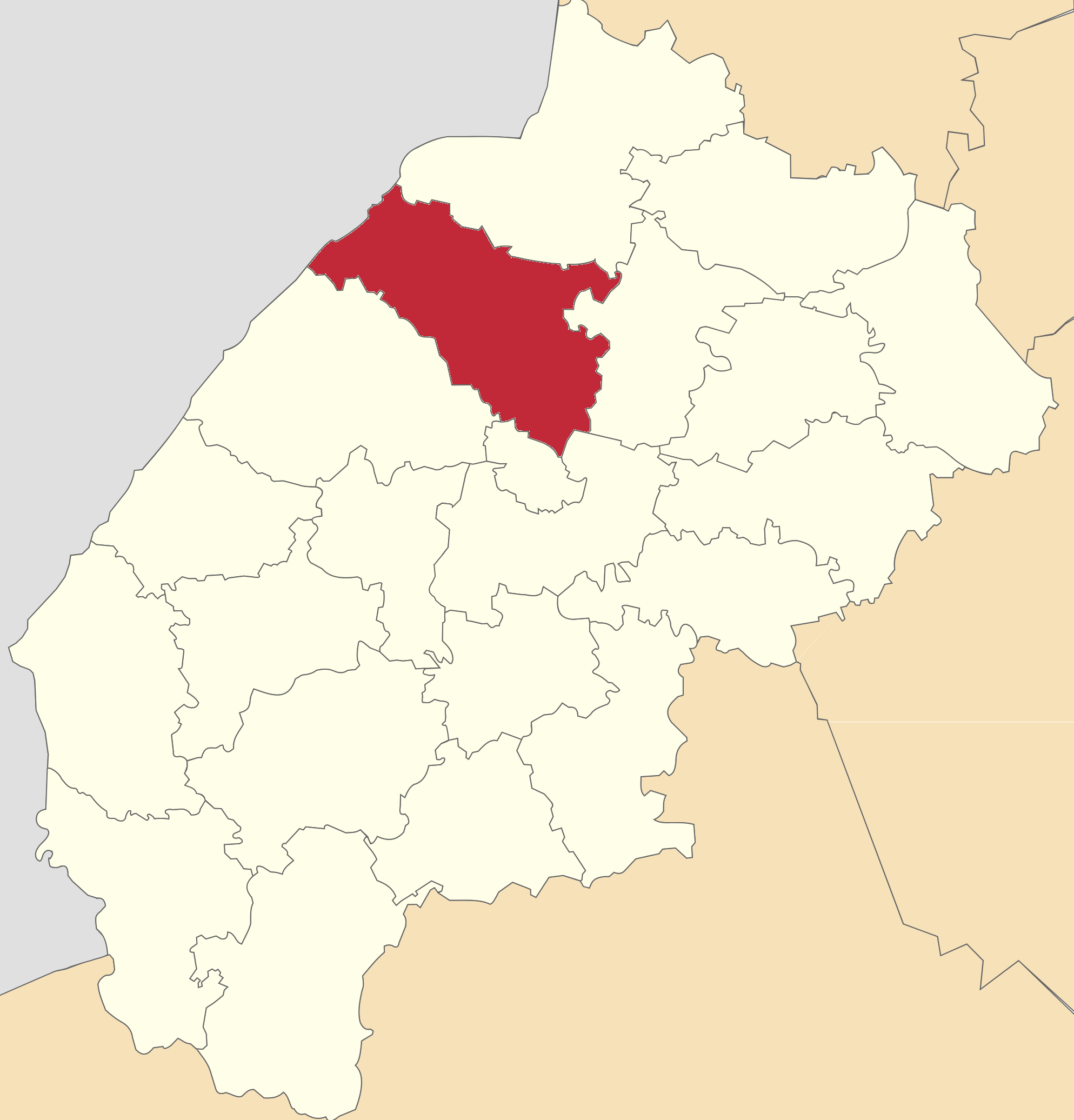
Rajon Schowkwa bis Juli 2020
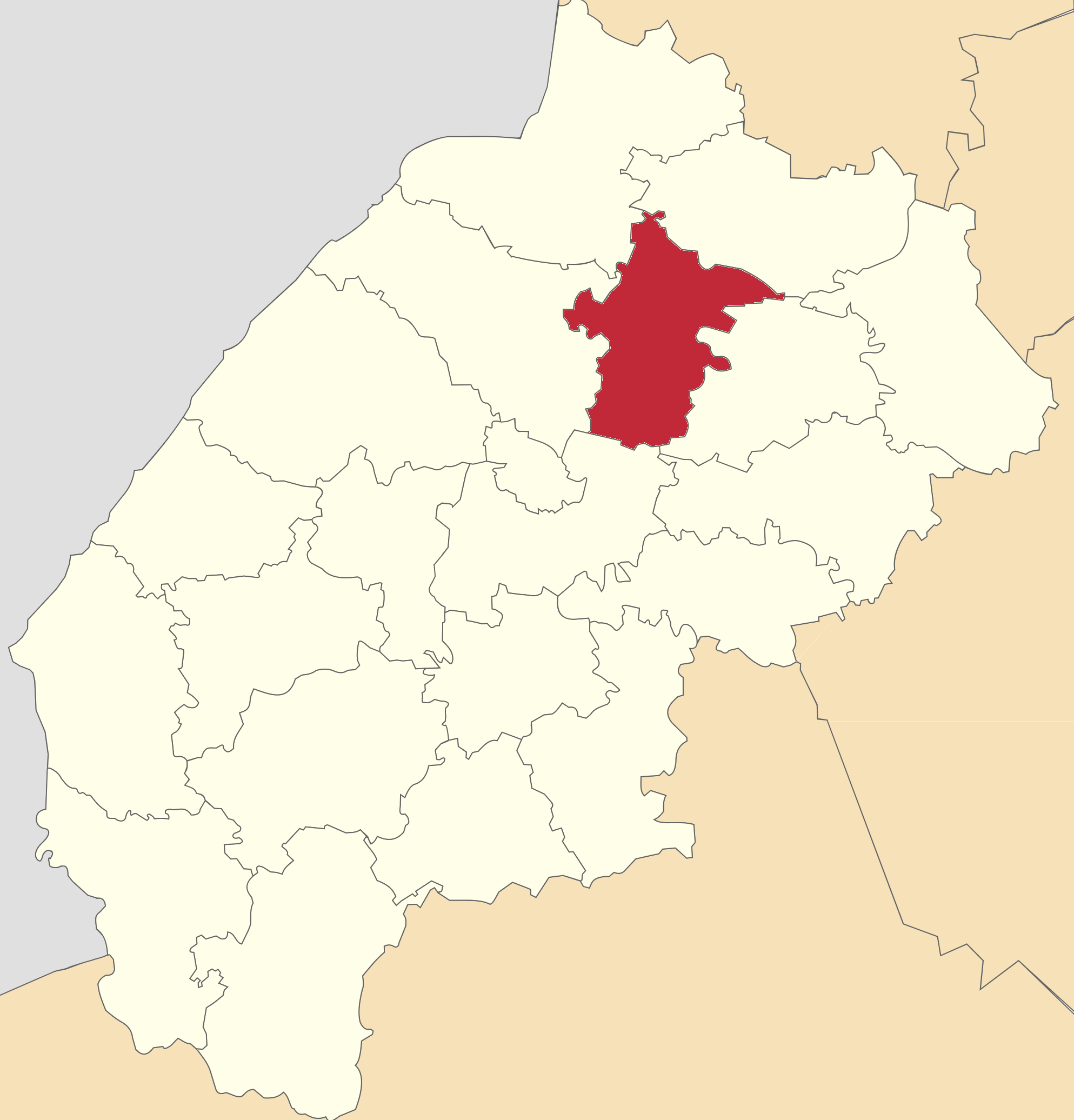
Rajon Kamjanka-Buska bis Juli 2020
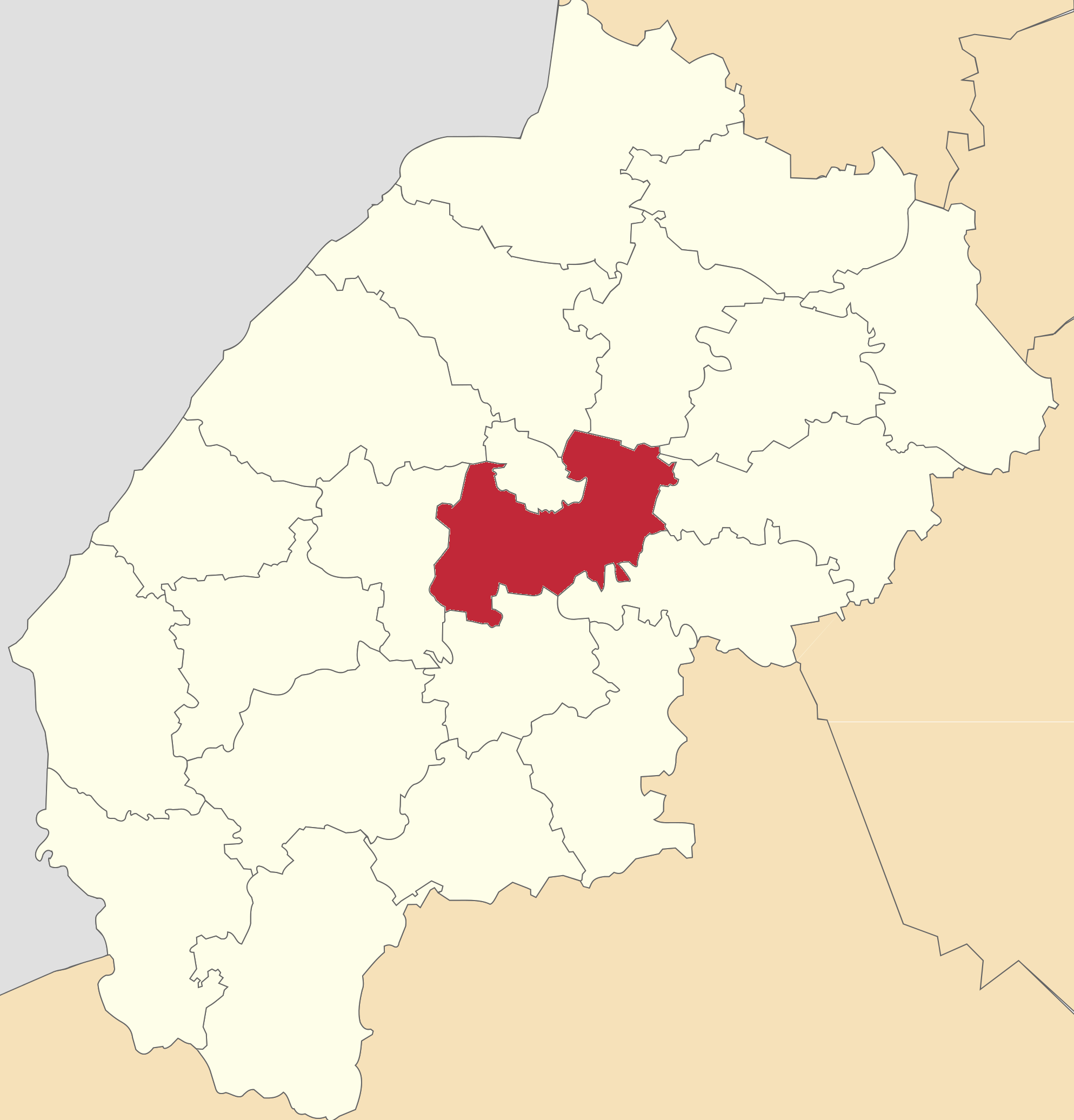
Rajon Pustomyty bis Juli 2020
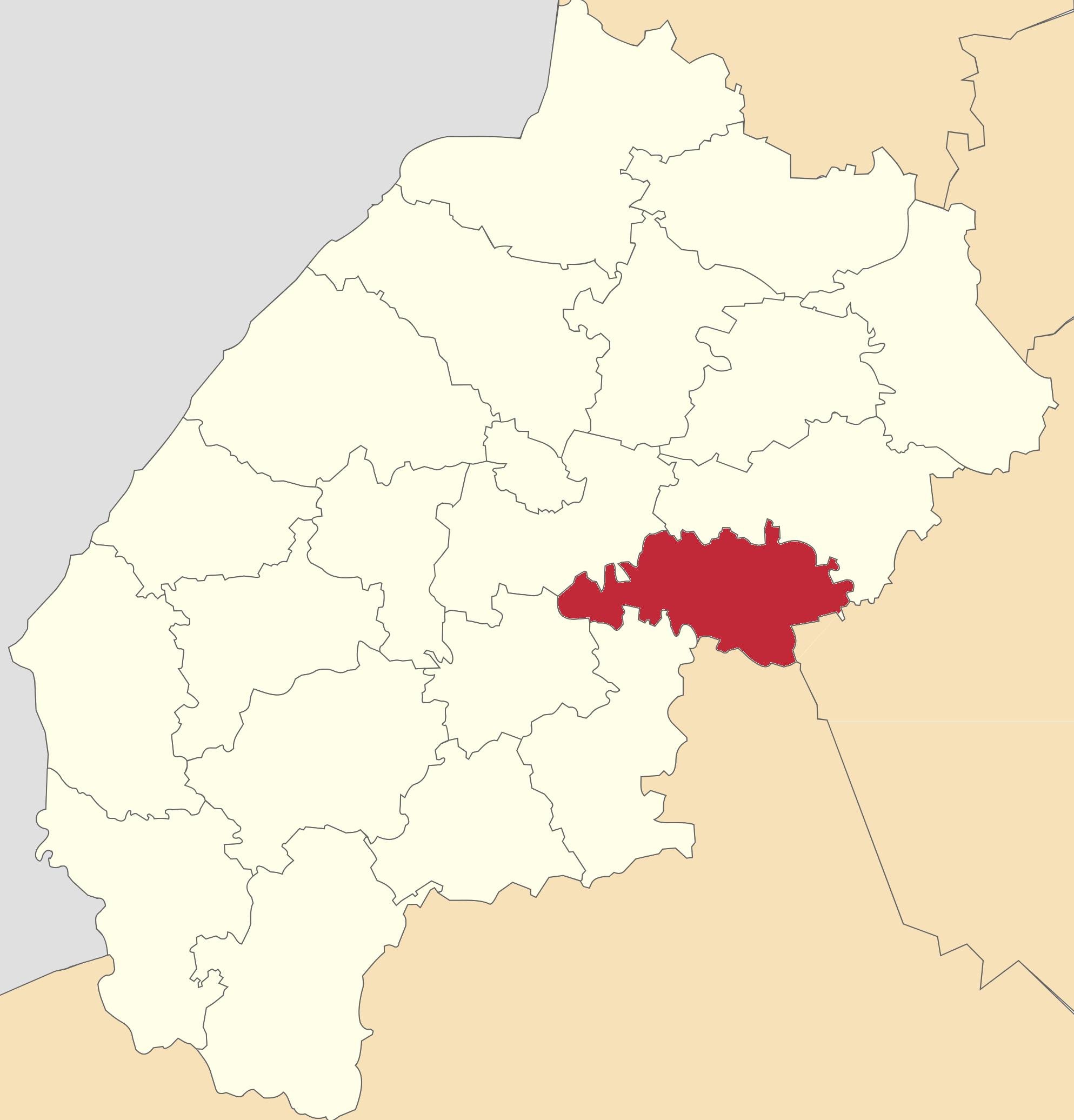
Rajon Peremyschljany bis Juli 2020
Rajonsgebiet ab Juli 2020

## Administrative Gliederung
Auf kommunaler Ebene ist der Rajon in 23 Hromadas (10 Stadtgemeinden, 4 Siedlungsgemeinden und 9 Landgemeinden) unterteilt, denen jeweils einzelne Ortschaften untergeordnet sind.
Zum Verwaltungsgebiet gehören:
- 12 Städte
- 10 Siedlungen städtischen Typs
- 511 Dörfer

Die Hromadas sind im Einzelnen:
- Stadtgemeinde Bibrka
- Stadtgemeinde Hlynjany
- Stadtgemeinde Horodok
- Stadtgemeinde Kamjanka-Buska
- Stadtgemeinde Komarno
- Stadtgemeinde Lwiw
- Stadtgemeinde Peremyschljany
- Stadtgemeinde Pustomyty
- Stadtgemeinde Rawa-Ruska
- Stadtgemeinde Schowkwa
- Siedlungsgemeinde Kulykiw
- Siedlungsgemeinde Nowyj Jarytschiw
- Siedlungsgemeinde Schtschyrez
- Siedlungsgemeinde Welykyj Ljubin
- Landgemeinde Dawydiw
- Landgemeinde Dobrossyn-Maheriw
- Landgemeinde Murowane
- Landgemeinde Obroschyne
- Landgemeinde Pidberiszi
- Landgemeinde Schowtanzi
- Landgemeinde Sokilnyky
- Landgemeinde Solonka
- Landgemeinde Symna Woda